# الدرب الأصفر
الدرب الأصفر زقاق متفرع من شارع المعز لدين الله

## التاريخ والثقافة
هو مواجه لـ«حارة براجون» التي كان يعيش فيها المقريزي بالقاهرة الفاطمية
كما ذكر في أحد نسخ ألف ليلة وليلة.